# 메로나
메로나(Melona)는 대한민국 빙그레에서 1992년에 출시한 막대 아이스크림이다. 미국에선 1995년부터, 브라질에선 2007년부터 판매되기 시작했으며 16개국에서 판매된다.

## 역사
1992년 판매되기 시작한 메로나는 멜론 맛이 아니라 참외 맛이었다. 1991년 메로나를 개발 중에 있던 빙그레는 동남아시아의 시장을 조사하러 갔다가 멜론에 주목하게 되었다. 당시 한국에는 멜론이 희귀한 과일이어서 새로운 맛이라고 판단한 빙그레는 제품 개발에 나섰으나 소비자에겐 메론이 생소하여 '메론 맛'이 낯설 수밖에 없었다. 따라서 빙그레는 몇 개월 동안 맛이 비슷한 국내 과일인 참외와 당시 국내에서 구할 수 있는 멜론을 시식하며, 1992년 처음으로 메로나를 출시하게 되었다. 그러나 참외를 참고만 했을 뿐, 메로나에 들어가는 향이 참외 향이라는 것은 잘못된 사실이다.
메로나는 1995년 미국 하와이에 처음 수출을 시작하였다. 현지인들에게 메로나가 인기를 얻자 빙그레는 국내 빙과업계로서는 최초로 미국 현지에서 메로나를 생산, 판매하고 있다.
한편 빙그레는 아이스크림이 비수기인 겨울에도 매출을 올리기 위해 남반구의 브라질로 2007년 진출했다. 메로나의 가격은 2,500원으로 비쌌지만 결과가 잘 나오자 2014년 빙그레는 브라질에 현지 법인을 설립하였다. 브라질 상파울루에 세워진 이 해외법인은 빙그레가 해외에 법인을 세운 첫 사례이다.

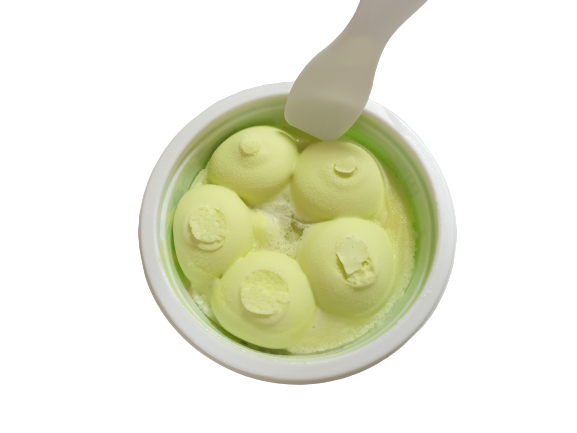
메로나 빙수

사각형 튜브 형태를 한 메로나 튜브가 2018년 출시되기도 했다. 2021년에는 메로나 빙수가 출시되었다.
메로나의 소비자가격이 2022년 3월 800원에서 1000원으로 인상되었다.

## 인기

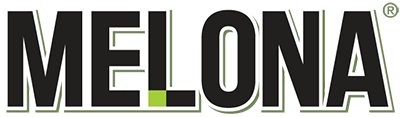
메로나의 해외 수출용 로고

메로나는 1992년 처음 출시되었다. 메로나는 일반적으로 대한민국의 편의점에서 팔린다. 훼미리마트의 자료에 의하면, 메로나는 2007년에 8번째로 가장 많이 팔린 제품이다. LA에서 메로나를 이용한 아이스크림이 판매되기도 했다. 메로나는 미국, 캐나다, 오스트레일리아, 브라질, 싱가포르, 파라과이, 필리핀, 중국, 아르헨티나, 칠레, 독일, 뉴질랜드 등을 포함한 전 세계의 상점에서 찾을 수 있는데 주로 아시아의 마트나 한국의 소매 업체에서 찾을 수 있다. 코스트코 같은 곳에서도 판매된다.

## 같이 보기
- 빙그레
- 아이스크림